# Routage IP
Dans le domaine des réseaux, le routage IP désigne l'ensemble des méthodes de l'Internet Protocol utilisées pour router un paquet à travers un réseau. Par extension, cela désigne également l’ensemble des politiques internationales sur la configuration des réseaux, notamment internet.

## Objectifs
Un réseau étant constitué d'une multitude de nœuds (routeurs) indépendants les uns des autres, le premier des objectifs est de permettre à deux machines de part et d'autre du réseau de communiquer en passant par un chemin raisonnablement court, si possible optimal. Il s'agit également de permettre à deux machines sur deux réseaux différents connectés via des passerelles de communiquer entre elles.

## Principe
Chaque nœud du réseau possède une table de routage comportant l'adresse des autres nœuds directement connectés et éventuellement d'autres adresses (définies par l'administrateur, apprises par des protocoles de routage, etc.). Cette table permet à un routeur, à partir de l'en-tête IP, de savoir sur quel port rediriger un paquet.
Les protocoles de routages diffèrent selon le type de réseau et la taille de ceux-ci, citons notamment :
- Protocoles à vecteur de distances, tels que RIP, IGRP, EIGRP, Babel...
- Protocoles à état de liens, tels qu'OSPF et IS-IS, pour le routage au sein d'un système autonome.
- Protocole à vecteur de chemin: Border Gateway Protocol, pour le routage entre systèmes autonomes.

## Fonctionnement
Lors de la réception d'un paquet, le routeur va lire l'en-tête de la troisième couche du modèle OSI afin d'en extraire l'adresse IP de destination. À partir de sa table de routage, il affecte le paquet à la file d'attente de sortie associée au port correspondant à l'adresse IP ou au préfixe le plus proche / le plus spécifique s'il n'y a pas de correspondance exacte. Il effectue également d'autres opérations, telles que la décrémentation du TTL (si le TTL tombe à zéro, le paquet est supprimé et cette suppression est signalée à l'émetteur par un message ICMP).